# Art brut
Pour les articles homonymes, voir Art brut (homonymie).
Pour l'art premier ou primitif, production des sociétés traditionnelles ou primitives, voir Art premier.

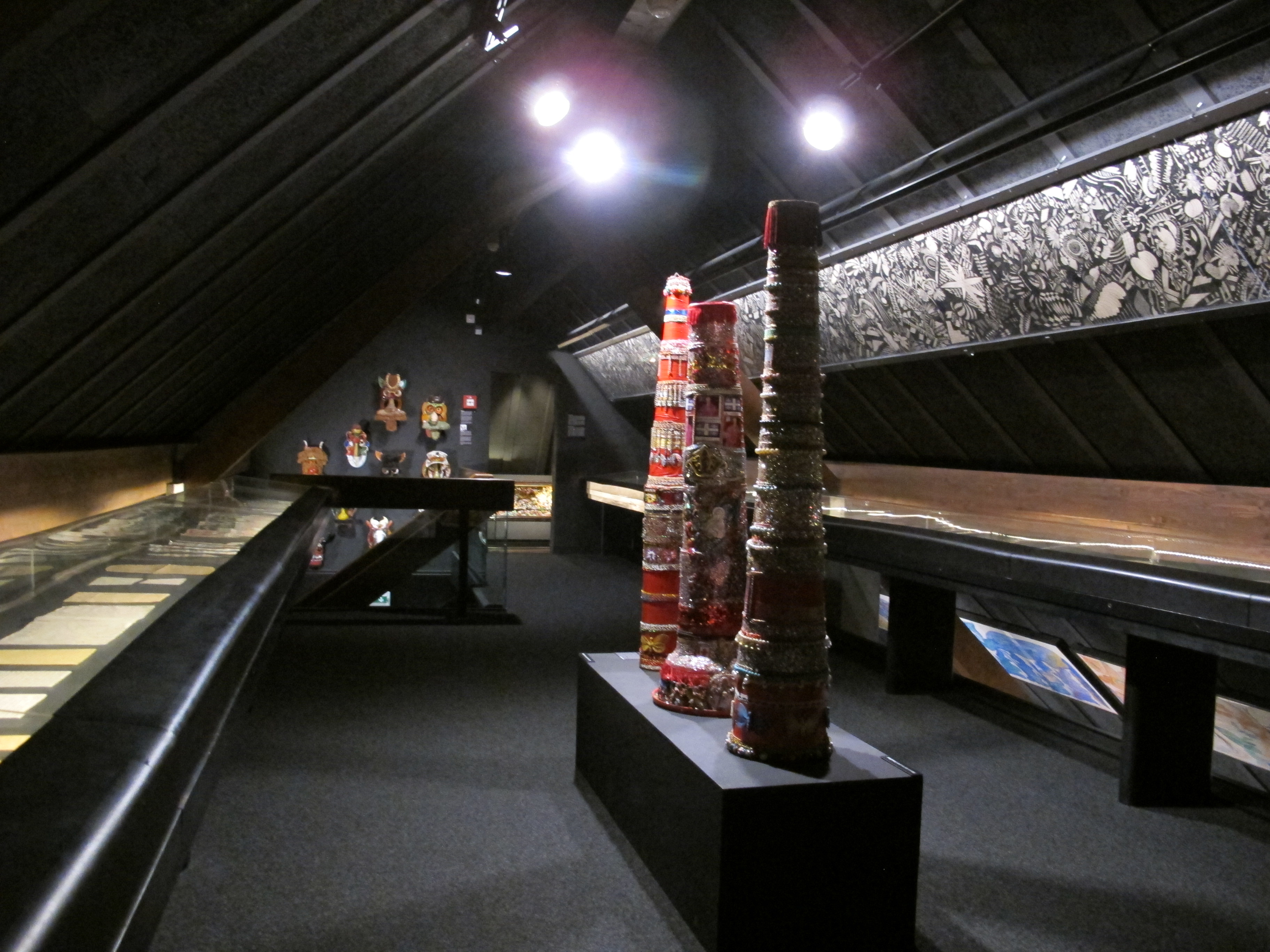
Une salle d'exposition de la Collection de l'art brut à Lausanne.

« Art brut » est le terme par lequel le peintre Jean Dubuffet désigne les productions de personnes exemptes de culture artistique. Il a regroupé certaines de ces productions au sein de la Collection de l'art brut à Lausanne.
S'il est certain que le terme « art brut » vient de Jean Dubuffet : « le 28 août 1945, Dubuffet baptise « art brut » un art qu'il collectionne depuis plusieurs années, art qui comprend à la fois l'art des fous et celui de marginaux de toutes sortes : prisonniers, reclus, mystiques, anarchistes ou révoltés », on ne peut pas réduire son intérêt pour l'art des fous à cette seule date.
Bien avant, dès 1922, Dubuffet s'intéresse déjà aux travaux du docteur Hans Prinzhorn, qui a rassemblé les œuvres de malades mentaux, constituant un Musée d'art pathologique à Heidelberg. Il découvre aussi l'exposition du docteur Walter Morgenthaler, médecin chef de la clinique de la Waldau près de Berne. C'est Walter Morgenthaler, précurseur de l'intérêt porté par d'autres à « l'art brut », qui, en 1914, découvre le talent artistique du patient Adolf Wölfli. C'est lui encore qui reconnaît le premier l'importance des objets archivés à la clinique. Grâce à ce pionnier de la psychiatrie, le musée actuel possède un fonds suffisant pour alimenter ses expositions temporaires.
La collection Morgenthaler que Dubuffet a vue est exposée au musée Psychiatrie-Musée Berne.
En 1923, alors qu'il accomplit son service militaire au service météorologique de la tour Eiffel ou, selon les biographes, au service de la compagnie météorologique du fort de Saint-Cyr, Dubuffet a connaissance des cahiers illustrés de Clémentine R. (Clémentine Ripoche), visionnaire démente qui dessine et interprète la configuration des nuages. Cette même année à Liège est créée la Fédération spirite internationale. Dubuffet s'intéresse également à certaines œuvres du fonds Heidelberg qui ont été exposées à la Kunsthalle de Mannheim. 1923 est aussi l'année de l'internement de Louis Soutter, dont Dubuffet ne découvrira l'œuvre qu'en 1945.

## Histoire

### Les premières études sur l'art en contexte psychiatrique
Dès le XIXe siècle, des médecins légistes comme Tardieu ou Cesare Lombroso prennent en compte les productions artistiques de certains patients. Lombroso publie en 1876 L'homme criminel, entre science et littérature (1876).
Au début du XXe siècle, des études systématiques sur l'art des patients psychiatriques commencent à voir le jour. En 1905, le docteur Joseph Rogues de Fursac fait paraître un livre intitulé Les écrits et les dessins dans les maladies nerveuses et mentales.
La même année, Auguste Marie, médecin-chef de l'asile de Villejuif, fait paraître un article intitulé le Musée de la folie dans lequel il discute de l'intérêt psychiatrique des œuvres d'art de patients et présente un projet de musée exposant les œuvres de ses patients. Ce projet est parfois compris comme l'ouverture au public d'un musée à cette date de 1905,, mais en réalité, ce n'est qu'à la fin des années 1920 que Marie pourra mener à bien ce projet, sous la forme de deux expositions,.

#### Marcel Réjà etL'Art chez les fous
En 1906,  paraît L'Art chez les fous, le dessin, la prose, la poésie, étude écrite par le docteur Paul Meunier (1873-1957), psychiatre et poète, aussi connu sous le nom de Marcel Réja.
Il est parmi les premiers en France au XIXe siècle à s'intéresser aux fous « qui dévoilent la nudité du mécanisme de la création ».
Réja se propose d'étudier les œuvres des fous pour comprendre le génie, en fait, pour comprendre le paradoxe de la création. « Il va dénuder l'acte de l'artiste jusqu'à atteindre la limite […] au cœur de l'inscription de l'acte pictural ».
Dans ce même temps où s'est mis à nu l'acte de création, apparaît la notion d'art brut. Marcel Réja qualifie ces fous-artistes d'« humbles adeptes qui sont au maître ce qu'est au diamant la poussière de charbon » ; cinquante ans plus tard, Dubuffet s'en fait l'écho dans Prospectus et tous écrits suivants : « L'or m'émeut bien davantage au moment où il apparaît en poudre informe, mêlé en pauvre quantité au sable de la rivière, qu'après qu'il est sorti des mains de l'orfèvre. »
Réja est aliéniste à Villejuif, mais il reste très peu connu.
Lors de la réédition de son livre en 2010, Mediapart faisait paraître un article : « Vous ne trouverez pas Marcel Réja sur Wikipédia. » Mediapart souligne la place importante que Réja accorde aux dessins d'enfants et aux sauvages.
Le chapitre II de l'ouvrage intitulé Dessins d'enfants et de sauvages se justifie par le parallèle que Réja a établi entre eux : « L'enfant n'acquiert le sentiment du beau que relativement assez tard. Tout d'abord, il a bien d'autres choses à faire. »
Si Réja rapproche les sauvages des enfants, c'est parce que des peuplades comme celles d'Australie n'auraient pas, comme les enfants, la sensation du beau. Il se réfère pour cela aux travaux de l'ethnologue Oldfield : 
« Selon Oldfield, les indigènes d'Australie sont incapables de reconnaître un portrait d'homme […]. Ainsi, pour leur donner l'idée d'un homme, il faut leur faire une tête démesurément grande [par rapport aux autres parties du corps plus petites]. C'est là, exactement, la mentalité d'un enfant de trois ans […].Il semble que la sculpture soit apparue la première : on sait par ailleurs que les "sauvages", non familiarisés avec l'usage du miroir, ont les plus grandes difficultés à admettre qu'un être soit représenté sans profondeur. »
Ces remarques « européo-centrées » et certains jugements un peu académiques s'expliquent par le fait que l'essentiel du travail de Réja se situe bien avant les grandes révolutions esthétiques et politiques du XXe siècle.
Il a eu pourtant une large audience et son livre a été réédité en 1907 et 1908.
Mais c'est le livre de Hans Prinzhorn Expression de la folie. Dessins, peintures, sculptures d'asiles, paru en 1922 qui a eu un effet révolutionnaire dans les milieux artistiques.
Harry Bellet, dans un article du 13 août 2005, remonte le temps de l'art brut et des malades mentaux dans le journal Le Monde, en citant les premiers travaux des psychiatres sur le sujet : ceux du docteur Benjamin Rush (1812) et le « premier livre spécifiquement consacré au sujet, L'Art malade : dessins de fous » de Marcel Réja, écrit en 1901, un an après que le Bethlem Royal Hospital de Londres a organisé la première exposition d'œuvres de malades mentaux.
Harry Bellet mentionne aussi les artistes de la « galaxie art brut », notamment « l'incontournable fâché » André Breton, « qui a passé sa vie à se brouiller ou à exclure », et qui envoie sa démission en 1951 à la Compagnie de l'art brut créée à l'initiative de Dubuffet en 1948. Bellet précise que Dubuffet s'intéressait à « l'art des fous » depuis 1923.

### Invention du terme d'art brut

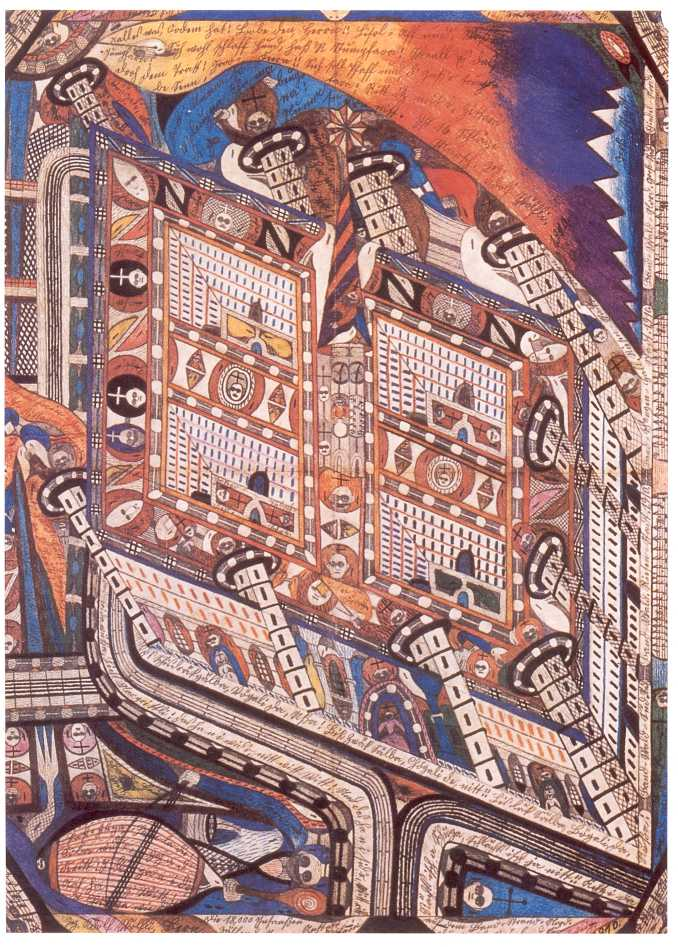
Adolf Wölfli, Irren-Anstalt Band-Hain (1910), Lausanne, Collection de l'art brut.

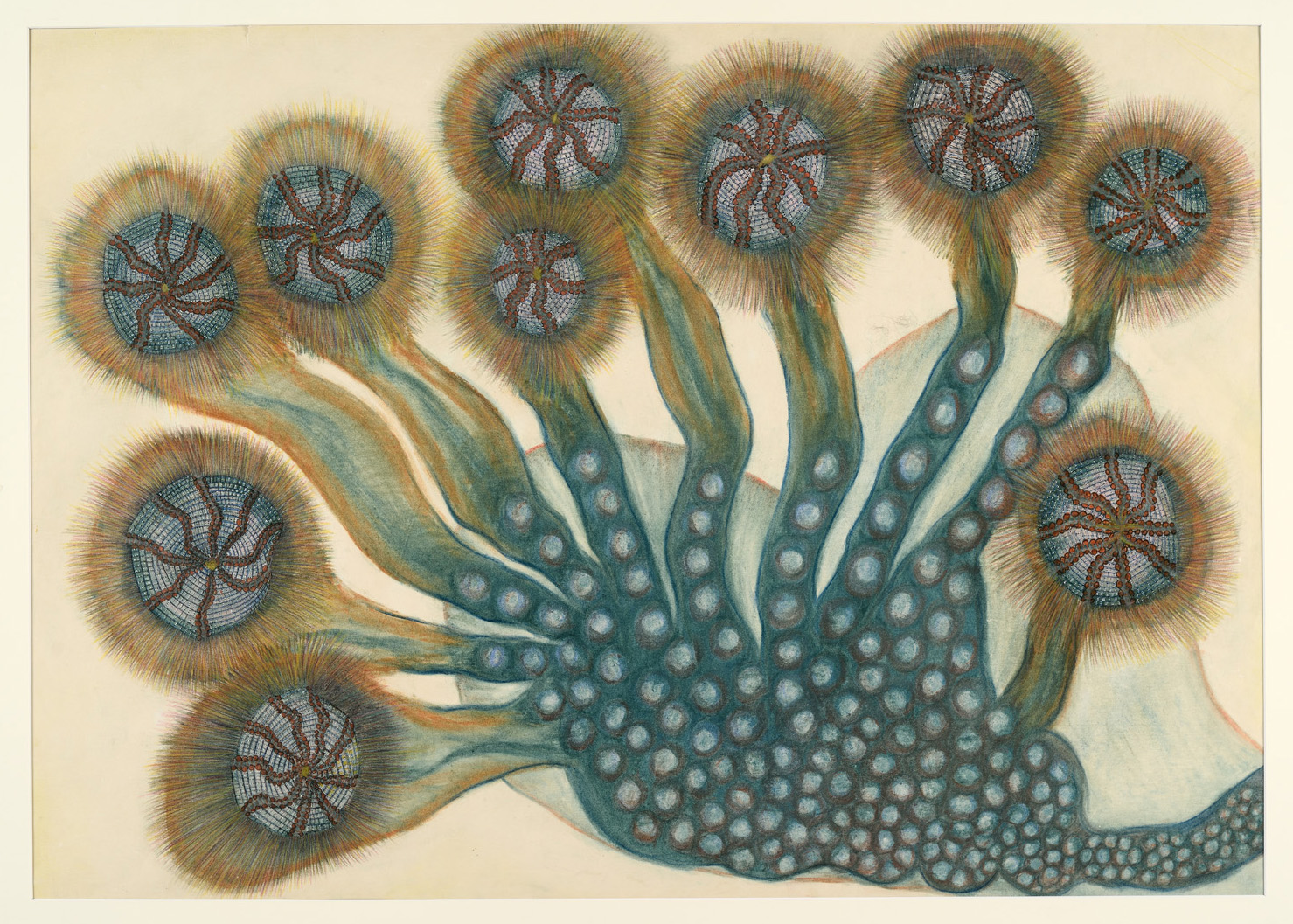
Anna Zemánková, Sans titre (1960), localisation inconnue.

Le terme d'art brut a été employé en 1945 par Dubuffet lors de son périple dans les hôpitaux psychiatriques en Suisse cette année-là avec Jean Paulhan. L'expression apparaît par écrit dans une lettre qu'il a adressée au peintre suisse René Auberjonois, le 28 août 1945,. Grâce à ses amis Jean Paulhan et Raymond Queneau, il découvre les créations d'adultes autodidactes ou psychotiques. Et c'est Paul Budry, qui a passé son enfance à Vevey, qui le met en contact avec le cercle médical suisse. Dubuffet entreprend alors avec Paulhan son premier voyage de prospection pendant trois semaines dans les hôpitaux psychiatriques suisses. À l'occasion d'un deuxième voyage en Suisse, et après avoir échangé de nombreux courriers avec lui, Dubuffet rencontre le psychiatre genevois Georges de Morsier, dont la patiente, Marguerite Burnat-Provins, intéresse le peintre pour ses recherches sur l'art brut.
Deux ans auparavant, en novembre 1943, le poète Paul Éluard, qui entretient des liens étroits avec de nombreux artistes, se réfugie à l'hôpital psychiatrique de Saint-Alban, dirigé par le docteur Lucien Bonnafé (proche des surréalistes) et François Tosquelles. Éluard y découvre les œuvres de patients, qu'il rapporte à Paris, notamment celles d'Auguste Forestier, qui fabrique des petites statues avec des bouts de ficelle, de bois ou de métal, et qu'il fait connaître à Picasso, Raymond Queneau et Jean Dubuffet. Dans cet hôpital, aujourd'hui considéré comme le berceau de la psychothérapie institutionnelle, les créations de certains patients étaient déjà conservées depuis 1914 et ont par la suite rejoint les plus grandes collections d'art brut.
En septembre 1945, Jean Dubuffet se rend à l'asile de Rodez pour voir Antonin Artaud. Le docteur Ferdière qui soigne Antonin Artaud lui conseille de se rendre à l'hôpital de Saint Alban, ce que le peintre fera par la suite. Dubuffet visite encore d'autres hôpitaux psychiatriques et des prisons, rencontre des écrivains, artistes, éditeurs ainsi que des conservateurs de musée et des médecins.
Les biographies de Dubuffet ne donnent cependant pas la même version de la rencontre Éluard/Dubuffet, ni de sa découverte de l'artiste Auguste Forestier : « À la fin de l'année 1943, Georges Limbour amène Jean Paulhan, qui amène à son tour Pierre Seghers, André Parrot, Paul Éluard, André Frénaud, Eugène Guillevic, Francis Ponge, Jean Fautrier, Queneau, René de Solier, Marcel Arland, et beaucoup d'autres. Durant tout l'hiver, Dubuffet s'occupe de lithographie à l'atelier Mourlot, Paris. » La fondation Dubuffet donne approximativement les mêmes informations. Ceci pose quelques contradictions : Paul Éluard ne pouvait pas être, fin 1943, à la fois caché à l'hôpital psychiatrique de Saint-Alban et présenté à Dubuffet par Jean Paulhan à Paris. De plus, Dubuffet n'a pas pu découvrir l'artiste Forestier par Éluard s'il n'en a entendu parler que par le docteur Ferdière à Rodez qui lui a conseillé en 1945 de se rendre à l'hôpital de Saint-AlBan.
Dubuffet prolonge ensuite les découvertes et les travaux faits par le docteur Hans Prinzhorn dans les années 1920 sur l'art des « fous », mais aussi l'étude que le docteur Morgenthaler a consacrée en 1921 à un interné psychiatrique qui reste l'un des plus emblématiques représentants de l'art brut, Adolf Wölfli, dont il a découvert les talents en 1914, sous le titre allemand Ein Geisteskranker als Künstler. Le docteur Morgenthaler était « psy-chef à la Waldau de 1913 à 1920 » ; il a rassemblé, outre l'œuvre de Wölfli, plusieurs milliers d'œuvres réalisées par des patients.
Très vite, en parcourant les asiles psychiatriques de Suisse, où il rencontre Aloïse, et de France, puis en y intégrant des créateurs isolés et ceux que l'on a qualifiés de « médiumniques », Dubuffet constitue une collection d'œuvres qui sera administrée par la Compagnie de l'art brut (à laquelle sera associé un temps André Breton) à Paris et qui, après bien des péripéties, sera finalement hébergée à Lausanne en 1975, où elle se trouve toujours, sous l'appellation de « Collection de l'art brut ».

## Définitions de l'art brut

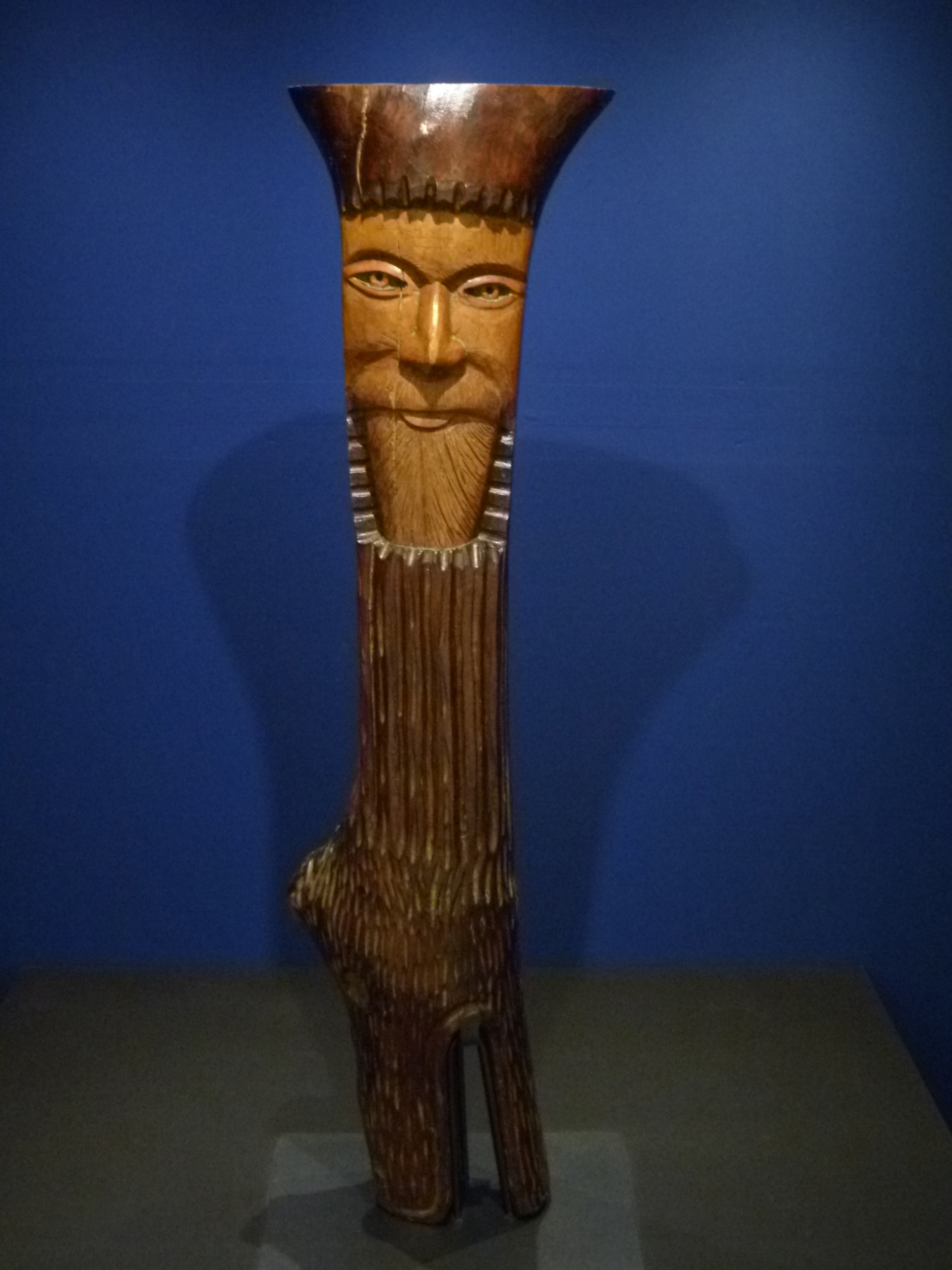
Attribué à l'abbé Fouéré (1839-1910), Homme-animal, Lille, LaM.

Dubuffet redéfinit souvent l'art brut, cherchant, dans un premier temps, à le distinguer de l'art populaire, de l'art naïf, des dessins d'enfants, puis créant la « Neuve Invention » au sein de sa collection, à laquelle il intègre également l'art singulier, genre où se mêlent les « habitants paysagistes » et les « naïfs », rassemblés dans une exposition en 1978 au musée d'Art moderne de Paris. Cette même exposition présente « Les Marges de l'art populaire », où, selon Raymonde Moulin, « les Singuliers de l'art travaillent sans apprentissage, sans modèles hérités, ni savoir transmis, sans marché défini et ont fort peu à voir avec les artistes ».
Sa toute première définition est donnée en 1949 :
« Nous entendons par là des ouvrages exécutés par des personnes indemnes de culture artistique, dans lesquels donc le mimétisme, contrairement à ce qui se passe chez les intellectuels, ait peu ou pas de part, de sorte que leurs auteurs y tirent tout (sujets, choix des matériaux mis en œuvre, moyens de transposition, rythmes, façons d’écriture, etc.) de leur propre fond et non pas des poncifs de l’art classique ou de l’art à la mode. Nous y assistons à l’opération artistique toute pure, brute, réinventée dans l’entier de toutes ses phases par son auteur, à partir seulement de ses propres impulsions. De l’art donc où se manifeste la seule fonction de l’invention, et non, celles, constantes dans l’art culturel, du caméléon et du singe. »
— Jean Dubuffet, L’art brut préféré aux arts culturels, 1949 (Manifeste accompagnant la première exposition collective de l’art brut à la Galerie Drouin, reproduit dans Prospectus et tous écrits suivants, Gallimard, 1967).
Dans un deuxième temps, en 1963, Dubuffet élargit la définition de l'art brut :
« Des productions de toute espèce — dessins, peinture, broderies, figures modelées ou sculptées, etc. présentant un caractère spontané et fortement inventif, aussi peu que possible débitrices de l'art coutumier et des poncifs culturels, et ayant pour auteur des personnes obscures ou étrangères aux milieux artistiques professionnels. »
— Jean Dubuffet, Notice sur la Compagnie de l'art brut, 1963.
Dans un troisième temps, il précise encore dans Fascicule de l'art brut numéro 1 :
« Œuvres ayant pour auteurs des personnes étrangères aux milieux intellectuels, le plus souvent indemnes de toute éducation artistique, et chez qui l'invention s'exerce, de ce fait, sans qu'aucune incidence ne vienne altérer leur spontanéité. »
Ce fascicule publié en 1964 comprend les artistes : Joseph Giavarini, Palanc l'écrituriste, Raphaël Lonné, Miguel Hernandez, Clément : Le Lambris de Clément, Benjamin Arneval, Heinrich Anton M., Humbert Ribet. Il n'établit aucune hiérarchie.
Souvent paraphrasées, voire déformées, ces définitions ont donné lieu à des confusions. Certains critiques d'art ont contribué à alimenter des amalgames entre les exclus de la scène de l'art en les situant historiquement en gros de 1880 à 1960, depuis facteur Cheval et la mort de Gaston Chaissac, comme le fait Christian Delacampagne dans son ouvrage Outsiders, ou bien en laissant les outsiders envahir (sic) une exposition d'art brut, ou encore en accueillant dans un lieu initialement animé par des expositions d'art brut le Folk art (art populaire) et l'art outsider, des collections de Chicago comme cela a été le cas à la Halle Saint-Pierre en 1998 et 1999 où, selon Martine Lusardy, il s'agissait de « fêter le dixième anniversaire de la mort de Jean Dubuffet et l'ouverture à Lausanne de la célèbre collection de l'art Brut ». Le Folk art est une définition américaine et n'existe pas en France sous ce terme, ni même sous cette forme. En revanche, l'art populaire a eu un musée : le Musée national des Arts et Traditions populaires à Paris où se côtoyaient les arts forains, les outils de compagnons, le mobilier et les objets usuels anciens. À présent fermé, une partie de ses collections a été transférée à Marseille au Musée des Civilisations de l'Europe et de la Méditerranée.

Par la suite, avec Michel Thévoz, conservateur de la Collection de l'Art Brut, Dubuffet a élargi le champ de la définition de l'art brut « aux arts presque brut » sous l'appellation « art hors-les-normes pour les œuvres presque brutes » , puis pour les œuvres de la collection de Lausanne « pas tout à fait brut », il choisit le terme de « Neuve invention »
Parmi les citations de Dubuffet les plus souvent reproduites dans les études d'art brut, on trouve celle-ci, traduite en anglais dans le catalogue Outsiders 1979 : « L’art ne vient pas coucher dans les lits qu’on a faits pour lui ; il se sauve aussitôt qu’on prononce son nom : ce qu’il aime c’est l’incognito. Ses meilleurs moments sont quand il oublie comment il s’appelle. » Cette autre citation a été publiée par Dubuffet lors de la rétrospective de ses œuvres en 1961 : « Le vrai art il est toujours là où on ne l'attend pas. Là où personne ne pense à lui ni ne prononce son nom. L'art, il déteste d'être reconnu et salué par son nom. Il se sauve aussitôt. L'art est un personnage passionnément épris d'incognito. Sitôt qu'on le décèle, que quelqu'un le montre doigt, alors il se sauve en laissant à sa place un figurant lauré qui porte sur son dos une grande pancarte où c'est marqué Art, que tout le monde asperge aussitôt de champagne et que les conférenciers promènent de ville en ville avec un anneau dans le nez. »

## De l'art brut à l'art singulier

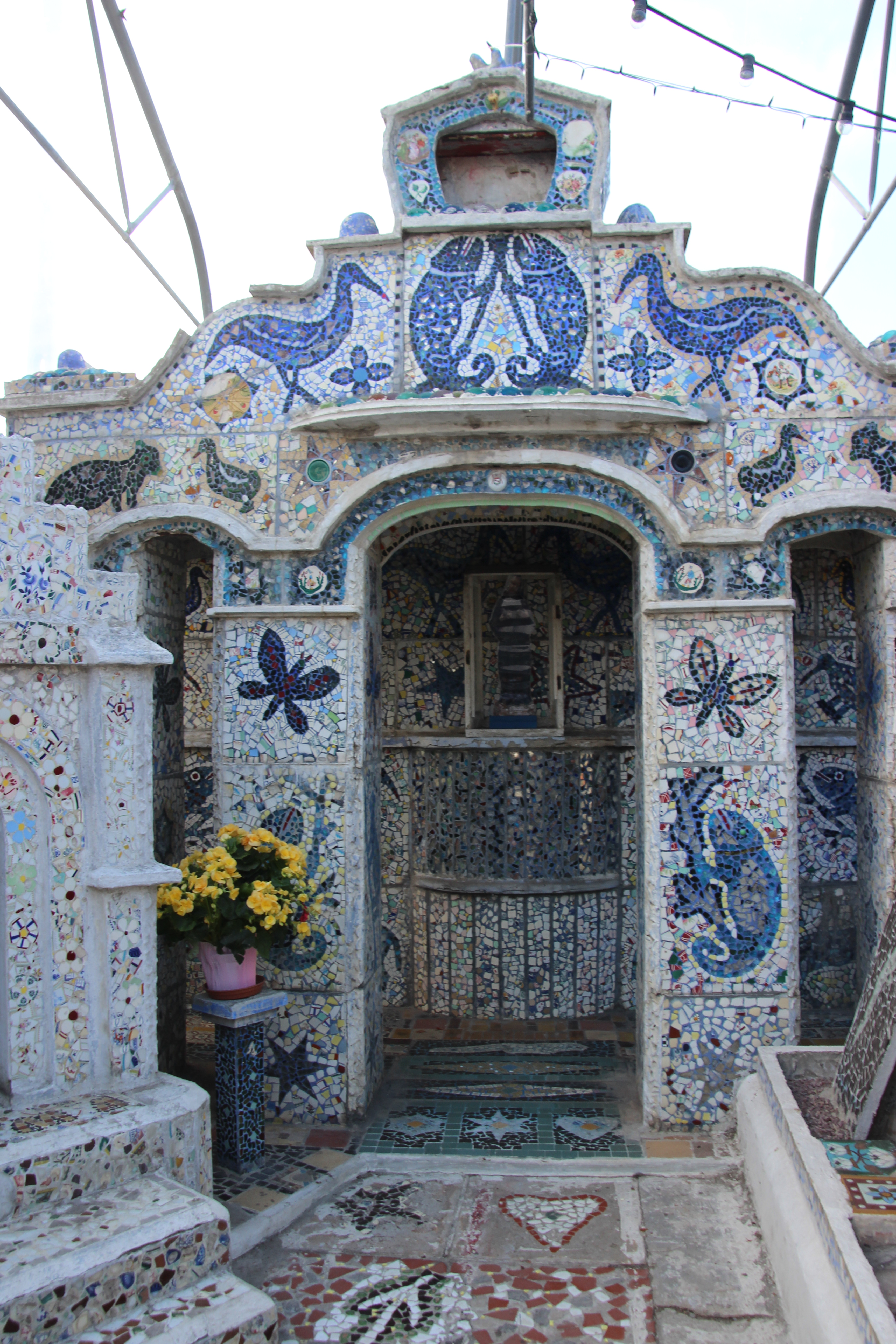
Chapelle Sainte-Rita-de-Cascia de la Maison Bleue de Dives-sur-Mer en France.

Dès 1971, un architecte, Alain Bourbonnais, monte sa propre collection d'artistes marginaux. Il rencontre Dubuffet la même année et décide alors d'ouvrir son propre espace, l'Atelier Jacob, en 1972. Deux nouveaux termes sont créés : l'art « hors-les-normes » puis « singulier ». L'art singulier connaitra la notoriété dès 1978 grâce à la grande exposition organisée par Bourbonnais et Michel Ragon, Suzanne Pagé et Michel Thévoz : Les Singuliers de l'Art au musée d'Art moderne de Paris du 19 janvier au 5 mars 1978. Cette exposition contribuera largement à faire connaître auprès du public les habitants paysagistes, l'art hors-les-normes, l'art brut et les marges de l'art populaire. La Collection Bourbonnais s'est installée définitivement à Dicy en 1983 sous le nom de La Fabuloserie.
L'Association l'Aracine, créée en 1982 par Madeleine Lommel, réunit une très complète collection d'art brut de plusieurs milliers d'œuvres dont elle fait don à l'État en échange de la construction d'un musée pour la recevoir. Un bâtiment moderne est alors construit, prolongeant le musée déjà existant de Lille/Villeneuve-d'Ascq devenu ainsi musée d'Art moderne, contemporain et d'Art brut en 1999. Il est le premier musée au monde à réunir les « trois arts ».
La Maison des Artistes de Gugging, initiée en 1981 en marge d'un hôpital psychiatrique par le Dr Navratil, révèle des artistes comme Johann Hauser ou August Walla.
Dubuffet lui-même et Michel Thévoz, conservateur de la Collection de l'Art Brut, ont fait entrer dans la catégorie « Neuve Invention » tous ceux qui ne rentrent pas à proprement parler dans la définition du créateur d'art brut, tels que Gaston Chaissac ou Louis Soutter, et qui étaient jusque-là dans une collection « annexe ». À l'occasion de l'exposition Art brut et compagnie à la Halle Saint-Pierre en 1995, Michel Thévoz en donne la raison : « C'est vrai qu'on ne trouve plus d'art brut dans les hôpitaux psychiatriques sauf à Gugging. Mais le champ de l'art brut s'est seulement déplacé vers les nouveaux exclus de notre société, notamment le vieillards, ou dans de nouveaux ghettos (...). Par ailleurs, parallèlement à l'art brut est en train de se développer, cristallisé par le terme Neuve Invention (ou art parallèle, ou Outsider art, ou art déraciné, hors-normes, peu importe), un art pratiqué par des personnes qui aspirent à communiquer mais qui refusent de se plier aux protocoles de l'institution artistiques. » Cette même année voit le jour une revue anglaise spécialisée, Raw Vision, qui donnera définitivement une ampleur internationale au mouvement, désigné alors sous le terme d'Outsider Art (terme proposé dès 1972 par Roger Cardinal dans son livre éponyme).
En 1991, le premier numéro de la revue française Gazogène paraît. Cette revue est consacrée à l'art brut et aux artistes singuliers, hors-normes, outsider, voire « bizarres ».
En 1999, l'association abcd (art brut connaissance & diffusion) voit le jour. Installée actuellement à Montreuil, elle œuvre à la diffusion de l'art brut en s'appuyant sur la collection de plus de 4 000 œuvres constituée par Bruno Decharme.
En 2005, d'abord sous le nom « Objet Trouvé », Christian Berst ouvre la première galerie spécialisée en art brut à Paris. Aujourd'hui rebaptisée « christian berst art brut », la galerie a ouvert un deuxième espace à New York.

## Évolution
Plusieurs musées en relation avec l'art brut et les arts singuliers ont ouvert leurs portes en France, notamment, en 1989, le musée de la Création Franche à Bègles, qui est né de la collection de Claude Massé, ami de Jean Dubuffet. À Montpellier, l'atelier-musée Fernand Michel a ouvert ses portes le 9 avril 2016, et s'est transformé en musée d'Arts brut, singuliers et autres.
À Lapalisse, dans le département de l'Allier, le marchand d'art Luis Marcel a inauguré en 1997 un musée-galerie d'art brut : L'Art en marche,.
Aux Pays-Bas, le Stadshof Museum de Zwolle inauguré en 1996 présente l'art brut, mais aussi des artistes du monde entier, émancipé des principes classiques sur lesquels se fondent les règles occidentales.
À l'art brut, certains musées mêlent aussi l'art naïf et l'art populaire comme le musée de Noyers-sur-Serein, en Bourgogne, qui présente « des collections d'arts naïfs, bruts et populaires, sur 3 étages et 1 500 m2 d'exposition ».
La collection d'art brut fondée en 1982 par Madeline Lommel, l'Aracine, a fait l'objet d'une donation au LaM de Villeneuve-d'Ascq. Celui-ci aménage un espace de 900 m2 consacré à l'art brut, qui ouvre le 25 septembre 2010. L'art brut se trouve pleinement intégré dans l'institution muséale, confronté à l'histoire de l'art « officielle » et accessible à un plus large public.
Parallèlement, l'art brut suscite l'intérêt des chercheurs universitaires. En septembre 2010, une dizaine d'étudiants ont produit des mémoires ou des thèses portant sur l'art brut. Ils ont créé le CrAB (Collectif de réflexion autour de l'art brut) soutenu par le Centre de recherche HAR de l'Université de Paris Nanterre. En son sein, on trouve Céline Delavaux, auteur de L'Art brut, un fantasme de peintre ; Émilie Champenois ; Pauline Goutain, auteur d'une thèse sur la matérialité de l'art brut, et Roberta Trapani, auteur d'une thèse sur les environnements singuliers et les architectures poétiques. Depuis la rentrée 2010, Barbara Safarova, présidente de l'association abcd, docteur en philosophie, maître de conférence en esthétique, auteur de nombreux articles sur l'art brut, est directrice de programme au Collège international de philosophie et anime un séminaire consacré à l'art brut[réf. nécessaire].
Depuis le début des années 1990, des chercheurs indépendants ont souligné le caractère universel des productions d'art brut. Des auteurs d'art brut africains ou asiatiques, plus particulièrement japonais et taïwanais mais également chinois et indonésiens, ont ainsi pu être découverts et exposés dans leurs pays d'origine ou dans des galeries et musées occidentaux. Dans beaucoup de ces pays, cependant (à l'exception de Taïwan, où à travers les œuvres de Hung Tung ou de Lin Yüan, l'art des autodidactes a très tôt été reconnu comme relevant de l'art populaire naïf, par exemple dans l'exposition, organisée en 1997 et 1998 à Paris à la Halle Saint-Pierre et au musée d'art moderne de Louvain-la-Neuve en Belgique, intitulée « 17 naïfs de Taïwan »), l'art brut est encore souvent considéré comme relevant d'un art-thérapie pour handicapés mentaux.[réf. nécessaire]
Fin 2016, une exposition intitulée « Brut Now, l'art brut au temps des technologies » est montée par les musées de Belfort et l'espace multimédia Gantner. Elle ré-interroge la notion d'art brut avec les appropriations de nouveaux outils de production comme la photographie ou la musique.

## Dates-repères: l'art brut auXXesiècle
Les dates sont issues de L'Art brut de Françoise Monnin.
- 1900 : première exposition d'œuvres de malades mentaux au Bethlem Royal Hospital, Londres
- 1901 : Marcel Réja publie L'Art malade dessins de fous[65]
- 1905 : ouverture du musée de la Folie à l'asile de Villejuif par le docteur Marie
- 1907 : publication de L'Art des fous de Marcel Réja
- 1915 : ouverture du musée d'art asilaire de la clinique Bel-air en Suisse
- 1919 : début de la collection de Hans Prinzhorn à l'hôpital de Heidelberg, Allemagne
- 1921 : Walter Morgenthaler publie une monographie d'Adolf Wölfli
- 1922 : Hans Prinzhorn publie Expression de la folie
- 1928 : la collection du docteur Marie présentée pour la première fois dans une galerie
- 1943 : exposition d’œuvres d’aliénés à Montpellier, par le Docteur Ferdière (asile de Rodez)
- 1945 : Jean Dubuffet, invité en Suisse, découvre les asiles de Berne, Genève, la prison de Bâle. Première définition de l'art brut
- 1946 : l'hôpital Saint-Anne à Paris expose les œuvres de ses patients
- 1947 : la Galerie René Drouin transforme son sous-sol en foyer de l'art brut
- 1948 : fondation de la compagnie de l'art brut par Dubuffet, Breton, Paulhan, Ratton, Roché, Tapié, Bomsel, Kopač
- 1948 : au mois d'août, Slavko Kopač en devient le conservateur jusqu'à son déménagement en Suisse dans les années 1970[66]
- 1964 : première parution des Fascicules de l'art brut
- 1971 : la ville de Lausanne accueille la Collection de l'art brut : 4 104 œuvres, 133 artistes
- 1972 : Dubuffet propose le terme « art hors-les-normes pour les œuvres presque brutes »
- 1978 : exposition « Les Singuliers de l'art » par Alain Bourbonnais et Michel Ragon
- 1981 : ouverture d'une galerie à la clinique de Gugging Autriche par le docteur Léo Navratil
- 1982 : Dubuffet choisit le terme « neuve invention » pour les œuvres « pas tout à fait brutes »
- 1983 : ouverture de la Fabuloserie à Dicy (France)
- 1984 : ouverture de l'Aracine à Neuilly-sur-Marne
- 1989 : 1re édition du Festival Art et Déchirure (festival d'art brut et singulier; arts plastiques et arts vivants) à Rouen
- 1995 : ouverture de l'American Visionary Art Museum de Baltimore
- 1995 : le musée d'art naïf Max Fourny devient la Halle Saint-Pierre (art brut et singulier)
- 1996 : ouverture des musées de Zwolle (Pays-Bas) et Bönnigheim (Allemagne)
- 1997 : don de la collection de l'Aracine au musée de Villeneuve-d'Ascq
- 2004 : ouverture du Musée d'Art spontané à Bruxelles
- 2009 : L’ASBL Art en Marge obtient la reconnaissance muséale de la Fédération Wallonie Bruxelles et devient le Art et marges musée à Bruxelles
- 2017 : ouverture du Musée Art et Déchirure à Rouen (France)
- 2018 : Georges Focus, La Folie d’un peintre de Louis XIV, Beaux-Arts de Paris
- 2022 : donation Bruno Decharme au Centre Pompidou, Musée National d'art moderne, Paris
- 2025 : exposition au Grand Palais de 400 oeuvres de la donation Decharme